# Allodonta
Allodonta é um gênero de traça pertencente à família Arctiidae.

## Espécies
- Allodonta argillacea
- Allodonta basipuncta
- Allodonta collaris
- Allodonta elongata
- Allodonta kalixt
- Allodonta leucodera
- Allodonta longivitta
- Allodonta maculifer
- Allodonta maternalis
- Allodonta nigricollaris
- Allodonta paliki
- Allodonta plebeja
- Allodonta pseudomaternalis
- Allodonta sikkima
- Allodonta synthesina
- Allodonta tristis
- Allodonta viola
- Allodonta yunnana